# Kroatische Republik Herceg-Bosna
Die Kroatische Republik Herceg-Bosna (kroatisch Hrvatska Republika Herceg-Bosna, kurz HR HB) war der politisch-geographische Zusammenschluss mehrheitlich von Kroaten in Bosnien-Herzegowina besiedelter Gebiete zu einem De-facto-Staat während des Bosnienkrieges. Die HR HB beanspruchte den Status eines autonomen Teilstaates innerhalb der Republik Bosnien und Herzegowina vermutlich mit Überlegungen einer späteren Angliederung an die Republik Kroatien. Die erklärte Hauptstadt war Mostar und der Regierungssitz lag in Grude.
Nach der Präsentation des – später abgelehnten – Owen-Stoltenberg-Planes wurde die HR HB am 28. August 1993 von Mate Boban ausgerufen und beanspruchte Gebiete der westlichen Herzegowina, Zentralbosniens und der nordbosnischen Posavina. Vorausgegangen waren die Gründungen der Kroatischen Gemeinschaft Bosnische Posavina (Hrvatska zajednica Bosanska Posavina, kurz HZ BP) und der Kroatischen Gemeinschaft Herceg-Bosna (Hrvatska zajednica Herceg-Bosna, kurz HZ HB) am 12. bzw. 18. November 1991 als „politische, kulturelle und wirtschaftliche Verwaltungseinheit der Kroaten in Bosnien und Herzegowina“.
Das Gebiet der HR HB war Schauplatz eines Krieges mit Massakern an der Zivilbevölkerung, „ethnischen Säuberungen“ und massiven Plünderungen. Vom Internationalen Strafgerichtshof für das ehemalige Jugoslawien wurden Mitglieder des Militärs sowie der Politik wegen Kriegsverbrechen angeklagt und verurteilt.
Heute gehört der Großteil des ehemaligen Territoriums der HR HB zur Föderation Bosnien und Herzegowina (Federacija Bosna i Hercegovina), die neben der Republika Srpska eine der beiden Entitäten des Staates Bosnien und Herzegowina bildet.

## Namensgebung
Der Begriff Herceg-Bosna hebt, im Gegensatz zu dem Begriff Bosna i Hercegovina, die Herzegowina, in der die Kroaten stärker vertreten sind, gegenüber Bosnien hervor. So steht der Begriff Herceg-Bosna vor allem für die kroatischen Gebiete Bosnien und Herzegowinas und lässt allein durch die Namensstellung die Herzegowina nicht mehr als untrennbares Anhängsel Bosniens erscheinen.

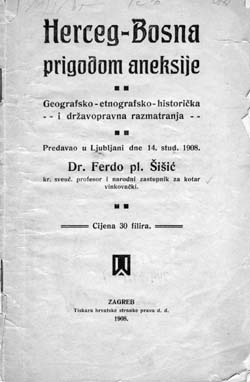
Titel der Schrift von Ferdo Šišić (1908)

Populär wurde der Begriff Herceg-Bosna durch Ferdo Šišić, den führenden kroatischen Historiker des 20. Jahrhunderts, und seine Schrift aus dem Jahr 1908: Herceg-Bosna prigodom aneksije: Geografsko-etnografsko-historička i državopravna razmatranja (Herceg-Bosna während der Annexion: Geografisch-ethnografisch-historische und staatsrechtliche Betrachtungen). Šišić trat darin, nach der Annexion Bosnien-Herzegowinas durch Österreich-Ungarn, für eine Vereinigung aller kroatischen Länder innerhalb Österreich-Ungarns ein, eine Angliederung Bosnien und Herzegowinas an Kroatien eingeschlossen (Trialismus). So zitierte er u. a. aus einer Broschüre des Autors Fabricius (Pseudonym) in deutscher Sprache:

„Die glücklichste Lösung wäre die Angliederung an Kroatien, sowohl vom dynastischen Standpunkte, wie auch vom Standpunkte der Stellung Österreich-Ungarns als Großmacht! Sollte Bosnien in Kroatien einverleibt werden, so müsste unbedingt eine Neugruppierung der Staatskörper durchgeführt werden.“

Der Begriff wurde jedoch davor schon verwendet. In der Folgezeit wurde er sowohl von gemäßigten kroatischen Politikern als auch von radikalen wie Mladen Lorković (späterer Außenminister des „Unabhängigen Staates Kroatien“) verwendet.
Beim Zerfall Jugoslawiens zu Beginn der 1990er-Jahre wurde der Begriff von der Kroatischen Demokratischen Union in Bosnien und Herzegowina (HDZ BiH) in abgewandelter Bedeutung wieder aufgenommen, um ihr damaliges politisches Ziel, die Vereinigung der kroatischen Gebiete Bosnien-Herzegowinas mit Kroatien, auszudrücken.

## Geschichte

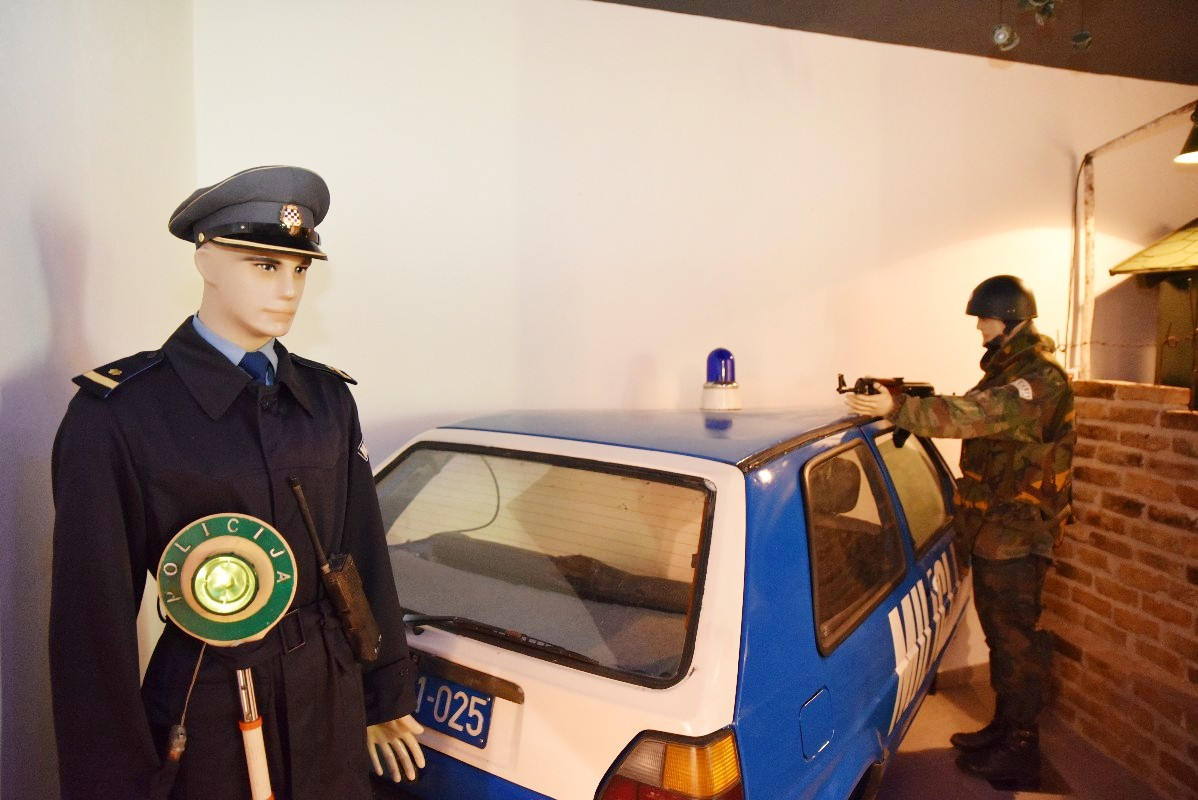
Im Vordergrund eine Uniform der kroatischen Polizei um das Jahr 1990. Als Mützenabzeichen das Wappen im Strahlenkranz.

### Entstehung kroatischer Verwaltungseinheiten

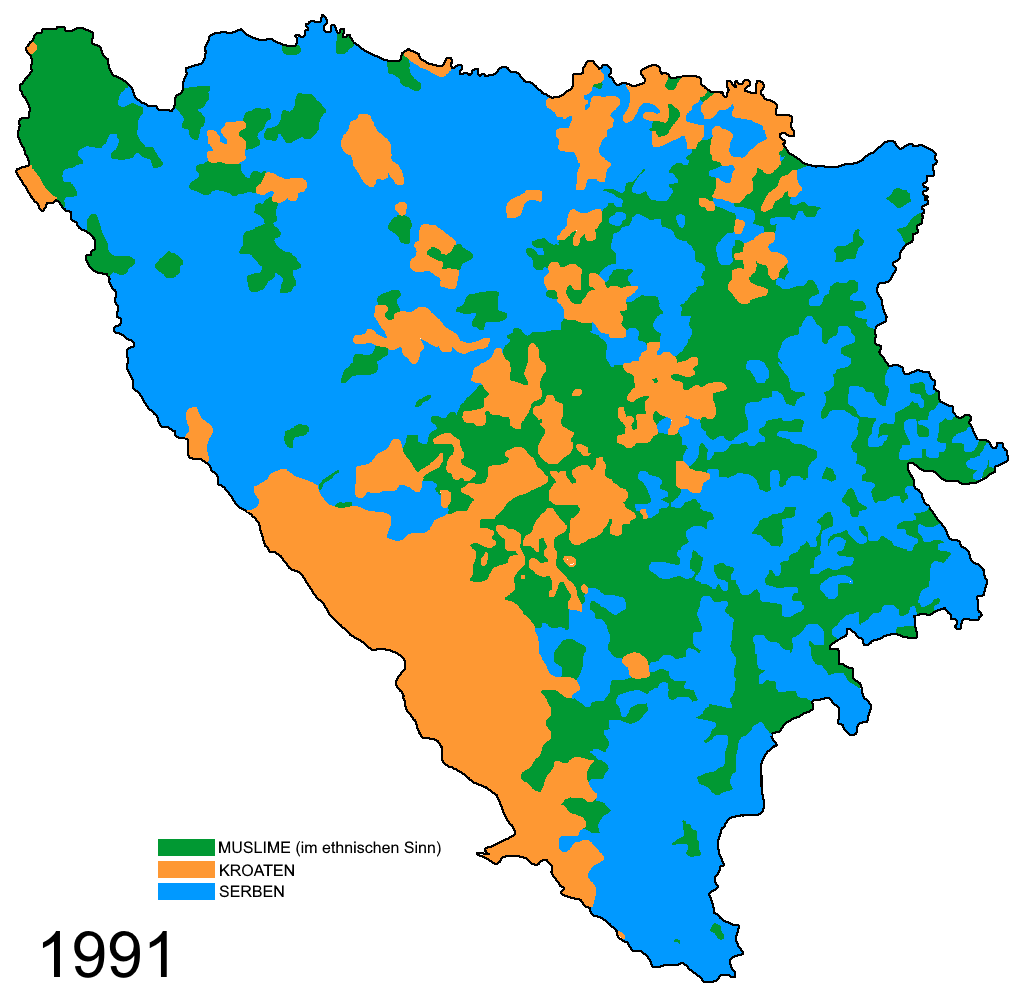
Vereinfachte Darstellung der ethnischen Mehrheitsverhältnisse in Bosnien-Herzegowina, 1991

Während des Zerfalls Jugoslawiens und des Kroatienkriegs erfolgten Ende September 1991 auch erste serbische Angriffe auf kroatische Dörfer in der Herzegowina und Bezirke mit mehrheitlich kroatischer Bevölkerung organisierten sich selbst, da die bosnisch-herzegowinische Regierung keine Verteidigung sicherstellen konnte. Bereits seit dem Sommer 1991 war Bosnien die Basis für Angriffe auf das Territorium Kroatiens durch die Jugoslawische Volksarmee und serbisch-montenegrinische Freischärler, die Anfang Oktober 1991 auch das mehrheitlich von Kroaten bewohnte Dorf Ravno in der ostherzegowinischen Gemeinde Trebinje in Brand setzten. Wie zuvor in Kroatien riefen Serben auch in Bosnien und Herzegowina bis Ende 1991 einige „serbische autonome Gebiete“ (Srpska autonomna oblast, SAO) in Bosnien und Herzegowina aus; so die SAO Bosanska Krajina im April 1991 und die SAO Hercegovina, SAO Severoistočna Bosna und SAO Romanija im September 1991 sowie die SAO Romanija im November 1991.
Unter Mate Boban als Vertreter der Kroaten in Bosnien und Herzegowina wurde am 12. November 1991 in Bosanski Brod die Kroatische Gemeinschaft Bosnische Posavina (Hrvatska zajednica Bosanska Posavina) ausgerufen. Dabei wurde er von Franjo Tuđman unterstützt, dem ersten Präsidenten der im Juni 1991 gegründeten Republik Kroatien. Zu diesem Zeitpunkt war Bosnien und Herzegowina als Sozialistische Republik Bosnien und Herzegowina noch eine Teilrepublik im Staatsverband Jugoslawien. Die Kroatische Gemeinschaft Bosnische Posavina umfasste die Gemeinden Bosanski Brod, Bosanski Šamac, Brčko, Derventa, Doboj (teilweise), Gradačac, Modriča, Odžak und Orašje.
Wenige Tage später am 18. November 1991 wurde in Grude unter der Führung von Boban und Dario Kordić die Kroatische Gemeinschaft Herceg-Bosna (Hrvatska zajednica Herceg-Bosna) zu einer eigenständigen politischen, kulturellen und wirtschaftlichen Einheit innerhalb von Bosnien und Herzegowina ausgerufen. Sie umfasste Gemeinden in der westlichen Herzegowina und in Zentralbosnien, nämlich Bugojno, Busovača, Čapljina, Čitluk, Fojnica, Gornji Vakuf, Grude, Jablanica, Jajce, Kakanj, Kiseljak, Konjic, Kotor Varoš, Kreševo, Kupres, Livno, Ljubuški, Mostar, Neum, Novi Travnik, Posušje, Prozor, Skender Vakuf (teilweise), Stolac, Široki Brijeg, Tomislavgrad, Travnik, Trebinje-Ravno (teilweise), Vareš und Vitez.

### Überlegungen einer späteren Angliederung an Kroatien
Am 27. Dezember 1991 fand in Zagreb eine Sitzung des kroatischen Präsidenten Franjo Tuđman mit der Delegation der HDZ BiH statt, die gleichzeitig die zweite ordentliche Tagung des Präsidiums der HZ HB war. In dieser Sitzung sagte Tuđman:
„Mit der Perspektive der Souveränität von Bosnien und Herzegowina gibt es keinerlei Aussicht. Auch wenn sie erhalten werden könnte, meine Herren, Bosnien und Herzegowina im Speziellen, was würde das bedeuten? Die Errichtung von Grenzen … wollen wir Grenzen errichten zwischen Kroatien und der Herzegowina, damit der Kroate aus der Herzegowina nicht mehr in sein Kroatien gehen kann oder dieser Kroate dorthin gehen kann?“
Der Präsident der HZ HB Mate Boban äußerte:
 „Die Kroatische Gemeinschaft Herceg-Bosna und die Kroatische Gemeinschaft Posavina werden ein unabhängiges kroatisches Gebiet erklären und dem kroatischen Staat beitreten, aber zu der Zeit und in dem Moment, da die kroatische Führung entscheidet, dass dieser Moment und diese Zeit gekommen ist.“
Ignac Koštroman fasste die Sitzung als Sekretär der HZ HB unter anderem wie folgt zusammen:
„Ergebnisse: […] 2. Die Kroatische Gemeinschaft Herceg-Bosna bestätigt einmal mehr den Willen des gesamten kroatischen Volkes von Herceg-Bosna, der am 18. November 1991 in Grude zum Ausdruck gebracht wurde, durch den historischen Beschluss über die Gründung der Kroatischen Gemeinschaft Herceg-Bosna, welche die Rechtsgrundlage für den Eintritt dieses Gebiets in die Republik Kroatien darstellt. 3. Die Kroatische Gemeinschaft Herceg-Bosna erteilt Herrn Dr. Franjo Tuđman, als Präsident der Republik Kroatien und Präsident der Kroatischen Demokratischen Union, die volle Legitimität, um die Interessen der Kroatischen Gemeinschaft Herceg-Bosna gegenüber internationalen Akteuren zu vertreten, wie bei den zwischenparteilichen und -staatlichen Verhandlungen über die Festlegung der endgültigen Grenzen der Republik Kroatien. Die Kroatische Gemeinschaft Herceg-Bosna gibt der Kroatischen Demokratischen Gemeinschaft Bosnische Posavina die Empfehlung, diese Entscheidung für ihre Gemeinschaft zu übernehmen.“

### Erklärte Teilautonomie und Ausrufung der Republik
Am 3. März 1992 erklärte Bosnien und Herzegowina nach einem Referendum die Neugründung als unabhängige Republik Bosnien und Herzegowina unter dem Staatsoberhaupt Alija Izetbegović. Die internationale Anerkennung erfolgte überwiegend im April 1992.
Am 8. April 1992 erfolgte die Gründung des Kroatischen Verteidigungsrates (Hrvatsko vijeće obrane, HVO). Im gleichen Monat begann der Bosnienkrieg. Der HVO war bis 1995 die Armee der Kroaten in Bosnien-Herzegowina.
Die Kroatische Gemeinschaft Herceg-Bosna erklärte am 3. Juli 1992 „ihr“ Gebiet zum autonomen Territorium. Allerdings beeilten sich ihr Präsident Mate Boban und der kroatische Präsident Franjo Tuđman festzustellen, dass an der Souveränität eines unabhängigen Bosnien-Herzegowinas festgehalten werde und der HVO der bosnischen Regierung in Sarajevo untergeordnet bleibe. Faktisch übte die HZ HB ab Kriegsausbruch im April 1992 die Exekutive in den von ihr beanspruchten Territorien aus, soweit sie unter Kontrolle des HVO standen.
Auf Drängen der HDZ mit dem kroatischen Präsidenten Franjo Tuđman an der Spitze erklärte Stjepan Kljuić am 2. Oktober 1992 seinen Rücktritt als Vorsitzender der HDZ BiH, da er sich nach Ansicht der HDZ zu stark für den Erhalt Bosnien und Herzegowinas einsetzte.
Die Kroatische Gemeinschaft Bosnische Posavina (Hrvatska zajednica Bosanska Posavina) in Nordbosnien erklärte am 24. Oktober 1992 während einer Sitzung in Posušje formell die Vereinigung mit der Kroatischen Gemeinschaft Herceg-Bosna (Hrvatska zajednica Herceg-Bosna). De facto war das Gebiet der Bosnischen Posavina bereits weitgehend von serbischen Truppen besetzt.
Am 28. August 1993 wurde schließlich die Kroatische Republik Herceg-Bosna unter Mate Boban als Präsidenten proklamiert.

### Auflösung und Integration

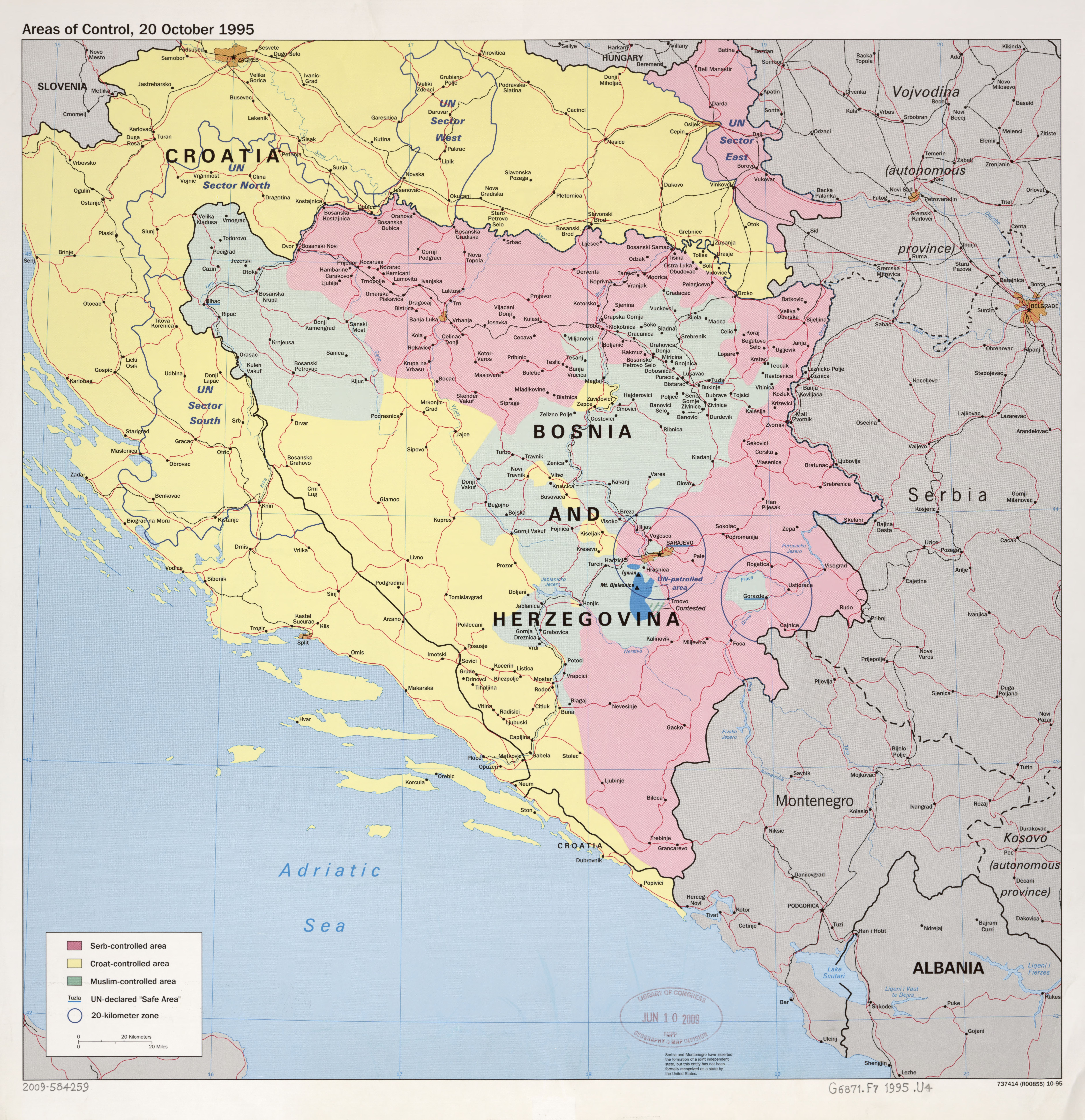
Gebiete unter der Kontrolle des Kroatischen Verteidigungsrates (HVO) und der kroatischen Armee (gelb) zum Ende des Bosnienkriegs am 20. Oktober 1995.

Gemäß einer Vereinbarung zwischen Franjo Tuđman und Alija Izetbegović am 30. August 1996 unter Leitung des US-Sondergesandten John Kornblum sollten die HR HB und alle anderen Institutionen des bosnischen Staates, die nicht der neuen Verfassung entsprachen, am 31. August 1996 offiziell aufgelöst werden. Aber auch nach Ende des Krieges und der Unterzeichnung des Dayton-Abkommens 1995 blieben die Strukturen der HR HB noch mehrere Jahre erhalten. So wurden z. B. noch 1997 von den Polizeibehörden Personalausweise mit 10-jähriger Gültigkeit ausgestellt, welche neben Bosna i Hercegovina auch die Bezeichnung Hrvatska Republika Herceg-Bosna und einen Stempel mit dem Wappen derselben trugen.
Erst der politische Wechsel in Kroatien im Jahr 2000 hin zu einer pro-bosnischen Regierung schwächte jene Kräfte, die noch immer für einen eigenen kroatischen Staat in Bosnien und Herzegowina, die sogenannte „dritte Entität“, eingetreten waren.

## Politik

### Territorium

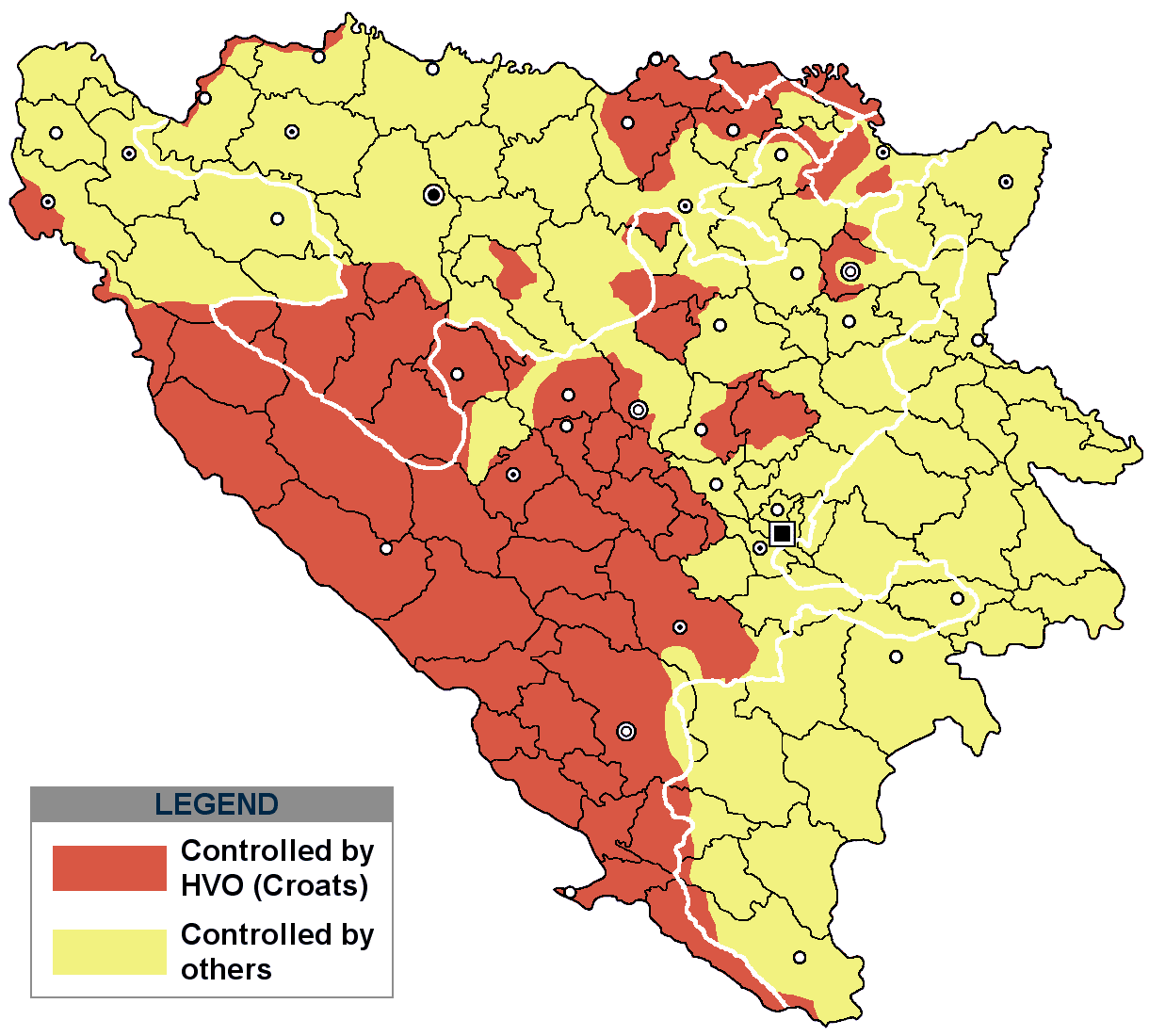
Die im Verlauf des Bosnienkriegs vom HVO kontrollierten Gebiete (rot) unterlagen kriegsbedingt ständigen Veränderungen.

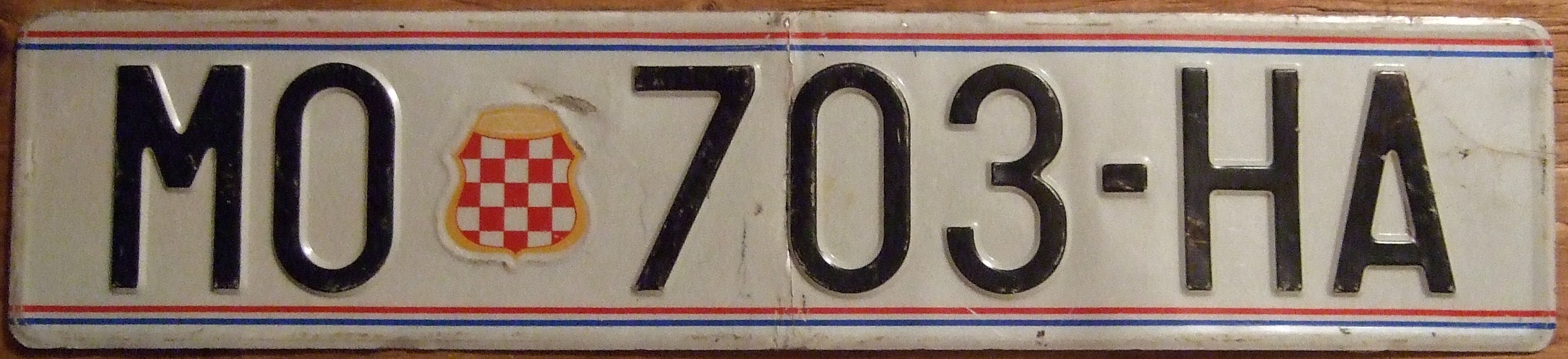
Kfz-Kennzeichen aus Mostar mit dem Wappen der Kroatischen Republik Herceg-Bosna

Die HR HB beanspruchte als Territorium im Wesentlichen die, gemäß der letzten Volkszählung im Jahr 1991, mehrheitlich von Kroaten bewohnten Gebiete der Herzegowina, Zentralbosniens und der nordbosnischen Posavina.
Bei Errichtung umfasste die HR HB die folgenden 30 Gemeindebezirke: Jajce, Kreševo, Busovača, Vitez, Novi Travnik, Travnik, Kiseljak, Fojnica, Skender Vakuf-Dobretići, Kakanj, Vareš, Kotor Varoš, Tomislavgrad, Livno, Kupres, Bugojno, Gornji Vakuf, Prozor, Konjic, Jablanica, Posušje, Mostar, Široki Brijeg, Grude, Ljubuški, Čitluk, Čapljina, Neum, Stolac und Trebinje-Ravno. Der Beschluss über die Errichtung der Kroatischen Gemeinschaft Herceg-Bosna vom 18. November 1991 wurde von den Vertretern dieser Gemeindebezirke, mit Ausnahme von Skender Vakuf-Dobretići, Kakanj, Vareš, Kotor Varoš, Prozor und Trebinje-Ravno, unterschrieben.
Das Territorium der HR HB sollte die Gebiete der Kroatischen Gemeinschaften Bosnische Posavina und Herceg-Bosna umfassen. Zusammen etwa 26 % des Staatsterritoriums von Bosnien und Herzegowina mit 1.009.499 Einwohnern, davon 514.228 bzw. 50,94 % Kroaten, 291.232 bzw. 28,85 % Bosniaken, 141.805 bzw. 14,05 % Serben, 44.043 bzw. 4,36 % Jugoslawen und 18.191 bzw. 1,80 % Andere (laut Volkszählung von 1991).
Kriegsbedingt unterlag das Territorium der HR HB Veränderungen und umfasste tatsächlich immer nur die Gebiete Bosnien-Herzegowinas, die jeweils unter der militärischen Kontrolle des Kroatischen Verteidigungsrates (HVO), der Armee der Kroaten in Bosnien-Herzegowina, standen.

### Führung
Die politische Führung der Republik Herceg-Bosna begründete die Proklamation der Republik Herceg-Bosna als eine durch den Krieg notwendig gewordene Selbstorganisation der kroatischen Bevölkerung in Bosnien und Herzegowina.
Die Entscheidungsträger der Republik Herceg-Bosna akzeptierten als einzige übergeordnete politische Instanz die kroatische Regierung in Zagreb unter dem damaligen kroatischen Staatspräsidenten Franjo Tuđman, während sie die bosnische Regierung als eine von Bosniaken dominierte Institution ablehnten.

## Militär
Am 8. April 1992 begann mit der Gründung des Kroatischen Verteidigungsrates (Hrvatsko vijeće obrane, HVO) der Aufbau einer eigenen Armee, die eine Gesamtstärke von bis zu 50.000 Soldaten erreichte. Der Aufbau dieser Armee wurde mit der „Passivität“ der Bosniaken begründet, welche den Serben zu wenig Widerstand entgegensetzen würden. Historiker gehen jedoch davon aus, dass der HVO ein Element der „großkroatischen“ Politik des damaligen kroatischen Staatspräsidenten Franjo Tuđman und ein Instrument für den Anschluss der mehrheitlich von Kroaten besiedelten Gebiete an Kroatien war.
Angehörige des HVO verübten Kriegsverbrechen und ethnische Säuberungen an der bosniakischen und serbischen Zivilbevölkerung.
Der HVO betrieb mehrere Internierungslager für Bosniaken, deren Insassen gefoltert und geschlagen wurden. Dabei wurden auch bosniakische Frauen misshandelt und vergewaltigt.
Gegen Ende des Krieges wurde die militärische Allianz zwischen dem HVO und der von Bosniaken dominierten Armee von Bosnien-Herzegowina (Armija Republike Bosne i Hercegovine, ARBiH) erneuert und führte gemeinsam mit der Armee Kroatiens im Kampf gegen die Serben in der Republik Serbische Krajina während der Operation Oluja im Sommer 1995 zum militärischen Erfolg und zur Unterzeichnung des Dayton-Abkommens am 21. November 1995.
Nach Kriegsende wurden der HVO und die ARBiH auf Druck der Vereinigten Staaten im Januar 1997 zu einer gemeinsamen Armee der Föderation Bosnien und Herzegowina (Vojska Federacije Bosne i Hercegovine, VFBiH) vereinigt, aber erst die neue sozialdemokratische Regierung Kroatiens unter Ministerpräsident Ivica Račan stellte die finanzielle Unterstützung für den HVO im September 2000 ein.

## Symbole
Die Flagge und das Wappen der HR HB werden noch heute von den Kroaten in Bosnien-Herzegowina sowie von offiziellen Stellen in den mehrheitlich von Kroaten bewohnten Kantonen West-Herzegowina und Herceg-Bosna (Kanton 10) verwendet.

### Wappen

#### Beschreibung

Wappen der HR HB; heute Wappen der Kroaten in Bosnien und Herzegowina

Das Wappen der HR HB ist der historische kroatische Wappenschild, in fünf Reihen von Rot und Silber je fünffach geschacht. Der Wappenschild hat die Form eines sogenannten deutschen Renaissance-Rundschilds und ist in Gold gerahmt. In den oberen Teil des Rahmens ist Kroatische Flechtwerk eingelassen.

#### Geschichte
Das Wappen der HR HB ging aus dem Mützenabzeichen der kroatischen Polizei hervor. Unmittelbar vor dem Zerfall Jugoslawiens im Juni 1990 legte die Sozialistische Republik Kroatien die Bezeichnung Sozialistisch ab und verwendete dementsprechend auch den Roten Stern als Staatssymbol nicht mehr. Die staatliche Polizei, die als jugoslawische Volksmiliz (Narodna milicija) bis dahin als Mützenabzeichen einen Roten Stern in einem Strahlenkranz getragen hatte, ersetzte den Roten Stern durch den beschriebenen kroatischen Wappenschild. Als Provisorium diente so dieses Mützenabzeichen, der Wappenschild umgeben vom Strahlenkranz, von Herbst 1990 bis Anfang 1991 als Mützenabzeichen der Polizei. Auch Angehörige der kroatischen Nationalgarde verwendeten dieses Mützenabzeichen. Ab 1991 verwendete sowohl die kroatische Polizei als auch die Nationalgarde ein geändertes Mützenabzeichen. Bei Beginn des Bosnienkrieges im Jahr 1992 verwendete der Kroatische Verteidigungsrat das Mützenabzeichen der kroatischen Polizei aus dem Jahr 1990, dabei jedoch nur den Wappenschild ohne den Strahlenkranz.

### Flagge

Flagge der HR HB; heute Flagge der Kroaten in Bosnien-Herzegowina

Die Flagge der HR HB war eine Abwandlung der Flagge Kroatiens und besteht aus drei gleich breiten waagerechten Streifen, in den kroatischen Farben rot-weiß-blau. Im Zentrum des mittleren weißen Streifens befand sich das Wappen der Kroatischen Republik Herceg-Bosna. Die Höhe der Flagge stand zur Breite im Verhältnis 1:2.

## Kriegsverbrechen
Mehrere Verantwortliche der Republik Herceg-Bosna wurden vor dem Internationalen Strafgerichtshof für das ehemalige Jugoslawien angeklagt.
Zlatko Aleksovski, der ab 1993 die Position des Kommandanten des Gefängnisses bei Kaonik innehatte, wurde am 7. Mai 1999 wegen Kriegsverbrechen zu 2,5 Jahren Haft verurteilt. Die Berufungskammer erhöhte die Haftdauer am 22. September 2000 auf 7 Jahre.
Dario Kordić, von 1991 bis 1995 Vorsitzender der HDZ BiH und späterer Vizepräsident der Kroatische Republik Herceg-Bosna, wurde am 26. Februar 2001 wegen Kriegsverbrechen und Verbrechen gegen die Menschlichkeit zu 25 Jahren Haft verurteilt. Im gleichen Verfahren wurde der ehemalige HVO-Kommandant der Vitez Brigade Mario Čerkez wegen Verbrechen gegen die Menschlichkeit zu 15 Jahren verurteilt. Am 17. Dezember 2004 setzte die Berufungskammer seine Haftstrafe auf 6 Jahre herunter.
Miroslav Bralo Mitglied der „Joker“, dem Anti-Terror-Zug des 4. Militärpolizei-Bataillon des Kroatischen Verteidigungsrates (HVO), wurde am 7. Dezember 2005 wegen Kriegsverbrechen und Verbrechen gegen die Menschlichkeit zu 20 Jahren Haft verurteilt. Am 2. April 2007 bestätigte die Berufungskammer das Urteil der ersten Instanz.
Der Regierungschef der ehemaligen Republik Herceg-Bosna, Jadranko Prlić, dessen Verteidigungsminister Bruno Stojić, die beiden Ex-Generäle Slobodan Praljak und Milivoj Petković sowie der frühere Kommandeur der bosnisch-kroatischen Militärpolizei, Valentin Ćorić und Ex-Offizier Berislav Pušić mussten sich vor dem Kriegsverbrechertribunal wegen Kriegsverbrechen und Verbrechen gegen die Menschlichkeit während des bosnisch-kroatischen Konflikts 1993/94 verantworten. Die Anklageschrift warf ihnen insbesondere „gemeinsames kriminelles Vorgehen“ zur Vertreibung von Bosniaken vor. Im Mai 2013 verurteilte das Tribunal in erster Instanz Prlić zu 25, Stojić, Praljak und Petković zu je 20, Ćorić zu 16 und Pušić zu 10 Jahren Haft. Im November 2017 wurden alle Urteile bestätigt, Praljak beging noch im Gerichtssaal Suizid.